# John Horace Round
John Horace Round (1854 – 1928) fue un historiador y genealogista inglés, especializado en la época medieval inglesa. Tradujo el Domesday Book de Essex al inglés contemporáneo. Como experto en la historia de la nobleza británica fue nombrado asesor histórico honorario de la corona

## Biografía

### Primeros años y familia
Round nació el 22 de febrero de 1854 en Hove, Inglaterra. Sus padres fueron John Round y Laura, la hija del poeta Horace Smith. Su lugar de nacimiento, 15 Brunswick Terrace, tiene una placa azul. Fue educado en el Balliol College de la Universidad de Oxford, donde obtuvo una grado de primera clase en Historia Moderna. Aunque era oriundo de Sussex, tenía muchos intereses en Essex y fue teniente adjunto y Lord of the Manor —un título semejante a patrón o señor del feudo— en ese condado. Uno de sus parientes, propietario del castillo de Colchester, y su abuelo John, habían sido miembros del Parlamento en Essex. Su historia familiar aparece en Burke’s Landed Gentry, una publicación que siempre criticó por sus imprecisiones, aunque no existe ninguna razón para dudar de la exactitud de la entrada dedicada a su familia. J. Horace Round nunca contrajo matrimonio.

### Trabajo como escritor y genealogista

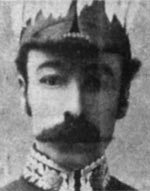
J. Horace Round usando el traje ceremonial de teniente adjunto de Essex

Contribuyó en muchas publicaciones (destacando The Complete Peerage, The Dictionary of National Biography (primera edición) y Victoria County History —VCH—) y fue el autor de varias obras importantes. Su traducción y discusión de Domesday Book de Essex (VCH, Essex, vol. 1) es considerado una obra maestra y es de importancia nacional; esto contrasta con sus libros, donde a menudo cayó en castigar a sus contemporáneos. Mantenía vigorosas disputas con otros académicos y en más de una ocasión el nivel de acritud fue lo suficientemente alto como para que el editor se viera obligado a dar fin a la correspondencia sobre el tema. Estas disputas, en un área académica normalmente apacible, perfeccionaron sus habilidades analíticas. Fue reconocido como una autoridad líder en genealogía medieval y más tarde y recibió una doctorado en letras honorario por la Universidad de Edimburgo en febrero de 1905.
Aconsejó a la Corte de demandas y al Comité de privilegios de la Cámara de los Lores sobre cuestiones relativas a la coronación del rey Eduardo VII del Reino Unido. Su libro sobre el tema The King’s Serjeants and Officers of State, with their Coronation Services fue publicado en 1911, el año de la coronación de Jorge V. Como experto en derecho e historia de la nobleza británica, fue nombrado asesor histórico honorario de la corona para asuntos de la nobleza en 1914 (un puesto del que dimitió en 1922).

### Enfermedad y muerte
Round contrajo una enfermedad crónica y su escritura se deterioró progresivamente con los años. Murió el 24 de junio de 1928 en Hove. Una biografía escrita por su amigo y colega William Page fue incluido en un volumen póstumo de escritos. Otra biografía escrita por W. Raymond Powell fue publicada en 2001. Ambas contienen la bibliografía completa del trabajo de Round. Al momento de su muerte tenía más de sesenta contribuciones en Essex Archaeology and History, que estaba pendiente de publicarse. Sus trabajos póstumos más recientes aparecieron alrededor de 2003 en las transacciones de la Sociedad de Historia y Arqueología de Essex y en 2004 en Foundation of Medieval Genealogy.

## Documentos y correspondencia
La correspondencia entre Round y varios otros historiadores está disponible en los archivos de la biblioteca del Senate House. Otros documentos están en las oficinas del registro de Essex, West Sussex y Warwickshire; en el servicio de archivos de Staffordshire y Stoke; en la Biblioteca Británica; en la Biblioteca Bodleiana; en la biblioteca de la Universidad de Edimburgo; en la biblioteca de la Universidad de Glasgow; en la biblioteca de la Universidad de Mánchester; en la biblioteca de la Universidad de Reading; en la biblioteca de la Universidad de Yale; en la biblioteca de Colchester; en la Sussex Archaeological Society; y en los Archivos Nacionales del Reino Unido.

## Publicaciones
- Geoffrey de Mandeville (1892)
- Feudal England (1895)
- The Commune of London (1899)
- Calendar of documents preserved in France (1899)
- Studies in Peerage and Family History (1901)
- Peerage and Pedigree: Studies in Peerage Law and Family History (1910)
- The King’s Serjeants and Officers of State, with their Coronation Services (1911)
- Contribuciones a Domesday Studies, Dictionary of National Biography, The Complete Peerage, Victoria County History (con W.H. Page), English Historical Review y Archæological Transactions.